# Geschichten aus dem Wiener Wald (1978)
Geschichten aus dem Wiener Wald ist die 1978 geschaffene Fernsehaufzeichnung einer Inszenierung von Horst Ruprecht des gleichnamigen Volksstücks von Ödön von Horváth am Landestheater Halle (Saale) durch das Fernsehen der DDR.

## Handlung
Da es sich hier um eine Theaterinszenierung handelt, siehe: Geschichten aus dem Wiener Wald

## Produktion
Die Premiere dieser Inszenierung fand als DDR-Erstaufführung am 12. September 1976 am Landestheater Halle (Saale) statt.
Hier wurde auch die Vorstellung mit dem Bühnenbild von Rolf Klemm und den Kostümen von Jutta Harnisch aufgezeichnet. Die Dramaturgie lag in den Händen von Sigrid Schleede und Eva-Maria Mahn.
Die Erstausstrahlung erfolgte im 2. Programm des Fernsehens der DDR am 12. August 1978 in Farbe.

## Kritik
Die Kritiken beziehen sich auf die Aufführungen im Landestheater Halle und nicht speziell auf die Fernsehaufzeichnung.
Rainer Kerndl stellt im Neuen Deutschland fest:

„Wäre nur die Überanstrengung nicht fortwährend sichtbar, mit der die Entlarvung des Kleinbürgerlichen mehr plaziert denn inszeniert wird, Ruprechts Sorge, die armselige Verlogenheit und Verlorenheit des Kleinbürgerlich-Trivialen zu attackieren, sie in jedem Arrangement, jedem Spieldetail, auch in der Textbehandlung, der Sprechweise hervorzukehren, macht aus den Figuren streckenweise Karikaturen, und das sind sie bei Horvath nicht. Horvath schrieb Theatergestalten, keine Demonstrations-Exemplare.“

In der Berliner Zeitung war von Christoph Trilsel zu lesen:

„Eine Reihe gut geführter, vor allem mit begeisternder Hingabe zur Sache spielender Darsteller sorgte für eine genaue und kritische Wiedergabe der Horvath-Welt in all ihren Schattierungen.“